# Verfassung des Großherzogtums Hessen
Die Verfassung des Großherzogtums Hessen von 1820 war eine formal durch Großherzog Ludewig I. erlassene, tatsächlich aber mit den Landständen ausgehandelte Verfassung für das Großherzogtum Hessen, die im Dezember 1820 in Kraft trat. Sie löste die durch den Großherzog im März 1820 oktroyierte Verfassung ab und wurde selbst durch die Hessische Verfassung des Volksstaats Hessen von 1919 abgelöst.

## Vorgeschichte

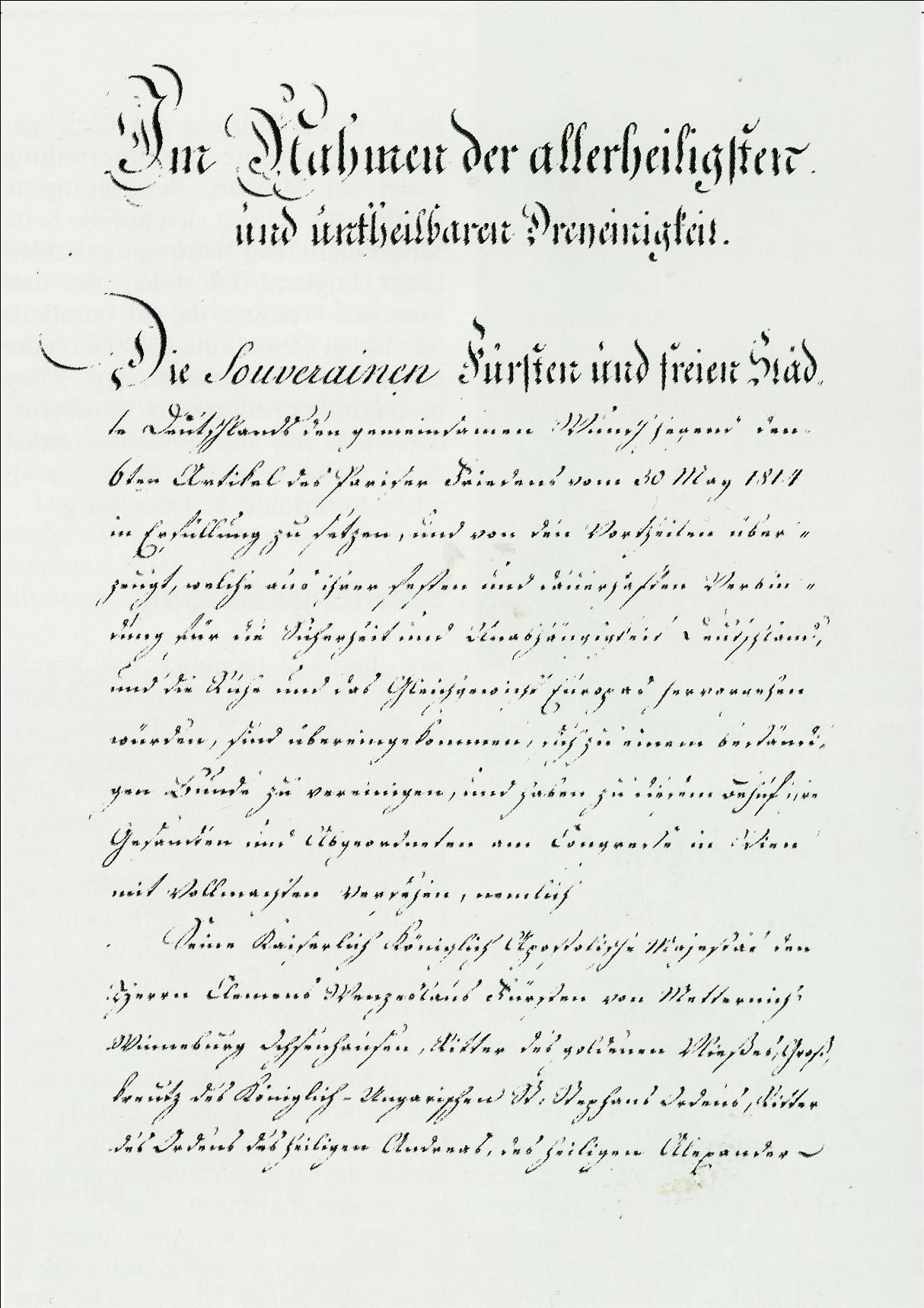
Bundesakte von 1815

Im Alten Reich bestand in der Landgrafschaft Hessen-Darmstadt keine kodifizierte Verfassung. Die traditionelle Verfassung der hessischen Stammlande kannte aber Landstände. Deren Mitwirkungsmöglichkeiten im Staat waren in der Zeit des Absolutismus zunehmend eingeschränkt worden, was schon Ende des 17. Jahrhunderts zu Konflikten geführt hatte. Für altständisch-konservativ orientierte Kreise waren Landstände aber ein durchaus erstrebenswertes Ziel. 1806 wurde die Landgrafschaft Hessen-Darmstadt zum Großherzogtum Hessen erhoben. Der neue Großherzog, Ludewig I., hob mit einem Edikt vom 1. Oktober 1806 die alten Landstände auf und regierte seitdem absolutistisch.
In einigen napoleonischen Musterstaaten entstanden erstmals auch in Deutschland kodifizierte Verfassungen – nach französischem Vorbild. Ein weiteres Modell war die Charte constitutionnelle von 1814, die Verfassung Frankreichs nach der Restauration der bourbonischen Monarchie.
Eine einheitliche Verfassung für das gesamte Großherzogtum konnte aber als geeignetes Instrument gesehen werden, die divergierenden alten und die in napoleonischer Zeit neu dazu gewonnenen Landesteile zu integrieren. Hier waren besonders die zahlreichen standesherrlichen Gebiete ein großes Problem, da deren bisher quasi-souveräne Inhaber sich den Souveränitätsansprüchen des Großherzogtums widersetzten.
Artikel 13 der Deutschen Bundesakte, die der Wiener Kongress verabschiedet hatte, enthielt die wenig konkrete Vorgabe: In allen Bundesstaaten wird eine landständische Verfassung stattfinden. Inhaltlich konnte das sowohl in Richtung der alten Landstände gedeutet werden als auch in Richtung eines moderneren Parlamentarismus. Formal aber war das Mindestgebot: eine Verfassung – und die war Anfang des 19. Jahrhunderts nur noch als kodifiziertes Gesetz denkbar.
Großherzog Ludewig I. lehnte eine Regulierung seiner Macht durch eine Verfassung ab. Er setzte auf das Monarchische Prinzip und den aufgeklärten Absolutismus. Der Großherzog war der Ansicht, dass eine landständische Verfassung „zur Auflösung und Vernichtung der Regentenrechte und allgemeiner revolutionärer Anarchie“ führe.:744 Von ihm ist weiter die Aussage kolportiert, dass Landstände (also ein Parlament) „in einem souveränen Staate […] unnötig, unnütz und in mancher Hinsicht gefährlich“ seien. Allerdings scheint der – berühmt gewordene – Ausspruch nicht von Ludewig I. selbst zu stammen, sondern findet sich in einem für ihn erarbeiteten Gutachten des Gießener Regierungsdirektors Ludwig Adolf von Grolmann.:701

## Verfassungsbewegung
Im Gegensatz zu den anderen südwestdeutschen Mittelstaaten, in denen die Verfassungen primär als Instrumente gesehen wurden, aus den divergierenden Landesteilen jeweils einen neuen Gesamtstaat zu schaffen, wurde die Verfassung im Großherzogtum Hessen von einer – in sich allerdings sehr uneinheitlichen, aber breiten – Verfassungsbewegung gegen den hinhaltenden Widerstand von Großherzog und Regierung durchgesetzt.:742 Aufgrund dieses hinhaltenden Widerstandes entstanden im Großherzogtum mehrere Gruppen, die – wenn auch aufgrund ganz unterschiedlicher Motivation – daran interessiert waren, eine „landständige Verfassung“ einzuführen:

### Standesherren
Zu einer ersten Gruppe schlossen sich die Mehrheit der mediatisierten Standesherren zusammen:742. Die „Vorstellung“ der 13 Standesherren vom 15. Februar 1816 war ein Gesuch an den Großherzog, die (alten) Stände wieder einzuberufen. Die Forderung wurde mit der miserablen wirtschaftlichen Lage im Lande begründet, die durch zu hohe Steuerbelastungen verursacht werde. Das Papier wurde auch als Flugschrift publiziert, fand aber wegen der von den Standesherren vertretenen, doch sehr speziellen Interessen wenig Widerhall.:743 Außerdem war das Verhältnis der „neuhessischen“ Standesherren gegenüber den bisher landstandsfähigen Adeligen und Städten völlig ungeklärt und offen, so dass dort Misstrauen gegen die standesherrliche Initiative verbreitet war.:744 Gegen die Initiative der Standesherren wurde vor allem der Einwand erhoben, dass sie zu rückwärtsgewandt sei. Bei den späteren, teils gewalttätigen Auseinandersetzungen der bäuerlichen Bevölkerung mit der Zentralregierung in Darmstadt blieben sie auffallend zurückhaltend, besonders in den Grafschaften Erbach.:7

### Jungakademiker
Eine weitere Gruppe, die an einer modernen Verfassung interessiert war, bestand überwiegend aus jungen Akademikern, darunter viele Juristen, die in den Befreiungskriegen gegen Napoleon und für einen deutschen Nationalstaat gekämpft hatten. Viele kannten sich schon vom Darmstädter Pädagogikum und hatten in Gießen und Heidelberg studiert. Bezeichnet wurden sie als „Darmstädter Schwarze“. Inspiriert waren sie von den Burschenschaftern der Universität Gießen, den Gießener Schwarzen. Ziel war zunächst eine Vereinigung Deutschlands unter einer Repräsentativverfassung. Im Großherzogtum strebten sie ebenfalls eine Verfassung an. Inspiration und Verbündete fanden sie auf dem Wartburgfest im Oktober 1817. Unter der Führung des Justizrats Ferdinand Karl Heinrich Beck starteten sie eine Unterschriftsaktion, mit der sie über 1000 Unterschriften für vertraglich vereinbarte Verfassungen in den deutschen Staaten sammelten. Der Versuch, die Unterschriften an den Bundestag zu übergeben, scheiterte an dessen Ablehnung.:747
Am 10. November 1817 ließ die Regierung verlauten, dass an einer Verfassung gearbeitet werde.:747 Motiviert durch diese Zusage und die bevorstehende Einführung von Verfassungen in Bayern und Baden verstärkte die Gruppe um die Darmstädter Schwarzen ihre Unterschriftsaktion und startete dazu einen Flugschriftkampagne, um die Regierung weiter unter Druck zu halten.
Am 14. Februar 1819 führten die „Schwarzen“ eine Deputiertenversammlung in Zwingenberg durch. Dort wurde ein ständiger Ausschuss eingerichtet. Das Protokoll der Versammlung wurde dem Großherzog am 20. Februar 1819 in einer persönlichen Audienz übergeben. In den Tagen danach ließ der Großherzog verkünden, dass er im Mai 1820 eine Verfassung einführen werde. Dies wurde allerdings in der Öffentlichkeit negativ aufgenommen, weil der Großherzog die Verfassung oktroyieren wollte.:750

### Beamte
Die weitere Gruppe bildeten liberal gesinnte Beamte in der Verwaltung und Regierung des Großherzogtums, die – ähnlich wie in südwestdeutschen Nachbarstaaten – in einer Verfassung eine Möglichkeit sahen, den Staat zu modernisieren.:744 f So hatte schon der hessische Gesandte auf dem Wiener Kongress, Johann von Türckheim, die Bundesakte unterzeichnet, obwohl er vom Großherzog keine Anweisung dazu bekommen hatte, der große Bedenken wegen der Bestimmung hinsichtlich der „landständischen Verfassung“ hatte.:738 Johann von Türckheim kassierte dafür eine heftige Zurechtweisung:745, der Großherzog aber ratifizierte die Bundesakte dann doch.:738

### Kommunale Eliten
Neben diesen Eliten setzte auch eine breite Verfassungsbewegung ein. Anlass war, dass der Staat am 25. Juni 1818 eine Schuldentilgungsanstalt einrichtete, die die gestiegenen Schulden der Gemeinden in Oberhessen verwalten sollte. Dies war verbunden mit einem Zugriff des Staates auf die Gemeindevermögen und bedeutete eine erhebliche Einschränkung der gemeindlichen Spielräume. Die dadurch ausgelöste Empörung im Stadtbürgertum, ebenso wie in den Landgemeinden, führte zu Protestversammlungen am 17. Juli 1818 in Gießen und am 23. August 1818 und 20. Dezember 1818 in Grünberg, die als „wilde Landtage“ bezeichnet wurden.:748 Hier formierte sich auch die aufgestaute Wut über unverständliche oder unverstandene Maßnahmen der Reformbürokratie, die seit vielen Jahren über die Köpfe der Einwohner hinweg regierte.:742 Die Regierung sah sich genötigt, das Projekt „Schuldentilgungsanstalt“ am 26. November 1818 zurückzunehmen. Danach verlagerte sich der Schwerpunkt der Aktivitäten für eine Verfassung von Oberhessen in die Provinz Starkenburg: Am 28. Januar 1819 fand eine Versammlung in Heppenheim mit 30, am 14. Februar 1819 mit 160 Deputierten in Zwingenberg statt.:748 Die Versammlung wählte einen achtköpfigen Ausschuss, um die Arbeit fortführen zu können. Das Protokoll der Versammlung und die gehaltenen Reden wurden im Druck veröffentlicht.:749

### … aber nicht Rheinhessen
Rheinhessen, das mit seiner französischen Vergangenheit und ausgestattet mit französischen Errungenschaften, am ehesten eine treibende Kraft in der Verfassungsfrage hätte sein können, fiel dagegen völlig aus. Bei der Besitzergreifung durch den Großherzog garantierte dieser alle Institutionen und mit dem in „Provinzialrat“ umbenannten „Departementalrat“ sogar eine Volksvertretung. Das stellte die Rheinhessen völlig zufrieden, was rechts des Rheins lief, ließ sie kalt. Für die Verfassungsbewegung im Großherzogtum waren sie ein Totalausfall.:745 f

## Krise 1819

### Ankündigung einer Verfassung
Unter Führung von Heinrich Karl Hofmann (1795–1845) entstand eine Denkschrift, die von vier Mitgliedern des in Zwingenberg gewählten Ausschusses unter Führung des Michelstädter Schultheißen, Georg Heinrich Bogen, dem Großherzog überreicht werden konnte. Der Großherzog versprach Abhilfe, denn mit der Versammlung in Zwingenberg drohten der Regierung die Geschehnisse zu entgleiten. Eine bereits am 18. Februar formulierte Verfassungszusage wurde am 25. März 1819 veröffentlicht. Vorgesehen war eine oktroyierte Verfassung, die vor dem Mai 1820 erlassen werden und aufgrund derer ein erster Landtag zusammentreten sollte. Eine oktroyierte Verfassung kam für die Verfassungsbewegung aber nicht in Frage. Sie rief zu einer zweiten Versammlung in Zwingenberg am 7. März 1819 auf, in der nun auch Oberhessen vertreten war.:749 Resultat war eine zweite Denkschrift, in verschärftem Ton formuliert. Auch diese Denkschrift konnte dem Großherzog überreicht werden, der aber schon weniger huldvoll war, als bei der Übergabe der ersten und darum bat, von Versammlungen, wie in Zwingenberg, Abstand zu nehmen.:750
Um Entspannung bemüht, erarbeitete Minister Heinrich Karl Jaup einen Vorschlag, der Provinzialräte in allen drei Provinzen des Großherzogtums vorsah. Die Initiative war unter den Ministern aber hoch umstritten, die gegnerische Fraktion im Ministerium setzte auf Repression und der Großherzog war zunächst unentschlossen und lehnte letztendlich ab. Der Mord an dem Dramatiker und russischen Generalkonsul August von Kotzebue am 23. März 1819 in Mannheim ließ die Kräfte der Reaktion endgültig siegen, was am 20. September 1819 in den Karlsbader Beschlüssen gipfelte.:10 Am 8. April 1819 verbot die Regierung alle weiteren Versammlungen.

### Steuerverweigerung
Die Beteiligten der Verfassungsbewegung versuchten, das Versammlungsverbot zu ignorieren. Der Ausschuss traf sich weiterhin.:751 Erste Stimmen für einen gewaltsamen Umsturz wurden laut. Systematisch wurden im ganzen Land Bitt- und Beschwerdeschriften erstellt. Die aktivsten waren Heinrich Karl Hofmann, Georg Rühl, Wilhelm Christian Tillmann Stahl (1793–1841) und der Michelstädter Schultheiß Georg Heinrich Bogen. Letzterer organisierte innerhalb weniger Tage 4000 Unterschriften aus 100 Dörfern im Bereich des Odenwaldes.:751
Die Lage spitze sich im Herbst 1819 weiter zu, nachdem die Verfassungskampagne mit einer teilweisen Steuerverweigerung verbunden wurde. Die Steuerrückstände aus den betroffenen Provinzen Oberhessen und Starkenburg beliefen sich Ende Oktober 1819 auf 2 Mio. Gulden.:753

### Reaktion der Regierung
Die hessische Regierung schickte Militär in die Unruhegebiete und versuchte, die Anführer der Steuerverweigerungs-Bewegung zu verhaften. Die örtliche Bürgerwehr hinderte sie zunächst daran und die Situation drohte zu eskalieren. Letztendlich gaben die Steuerverweigerer ihren Widerstand auf und ließen sich verhaften. Als Strafe für den offenen Widerstand gegen die Regierung blieben die Militäreinheiten bis November in Michelstadt einquartiert. Mit Beginn des Militäreinsatzes versicherte die Regierung aber erneut, eine Verfassung einführen zu wollen.:755 Zum Jahresende 1819 und im Frühjahr 1820 kamen die Verhafteten wieder frei. Aufgrund des Widerstandes der Justiz kam es letztendlich zu keiner strafrechtlichen Verfolgung. Die Angelegenheit war durch die dann ein Jahr später doch endgültig erlassene Verfassung überholt.:754 f
Die Regierung trieb das Verfassungsprojekt nun ernsthaft voran, nicht zuletzt, um weitestgehend dessen Inhalte selbst bestimmen zu können. Schon 1816 war eine dreiköpfige Gesetzgebungskommission damit beauftragt worden, eine Verfassung und weitere Gesetze auszuarbeiten. Dieser gehörten Peter Joseph Floret und der Jura-Professor an der Universität Gießen, Karl Ludwig Wilhelm von Grolman, an. Grolmann war bereits am 4. März 1819 angetragen worden, die Verfassung auszuarbeiten. Er lehnte jedoch zunächst ab, da er nicht Mitglied des Ministeriums war und damit keine Chance sah, seine Vorstellungen durchzusetzen. Aufgrund einer Initiative des Prinzen Emil und des preußischen Gesandten, Joachim Friedrich von Otterstedt, wurde er zum 31. Juli 1819 zum „Wirklichen Geheimen Rat“ ernannt und mit der Vertretung des erkrankten Ministers Friedrich August von Lichtenberg betraut. Er war so faktisch Regierungschef. Neben der Arbeit an der Verfassung veranlasste er die Rücknahme einiger besonders verhasster Verordnungen, schaffte die unbeliebte Landwehr ab, setzte eine Ämtervisitationskommission ein und begann mit der Konsolidierung der Staatsfinanzen. Er verantwortete allerdings auch den Militäreinsatz gegen die Steuerverweigerer im Odenwald.:755

## März-Verfassung

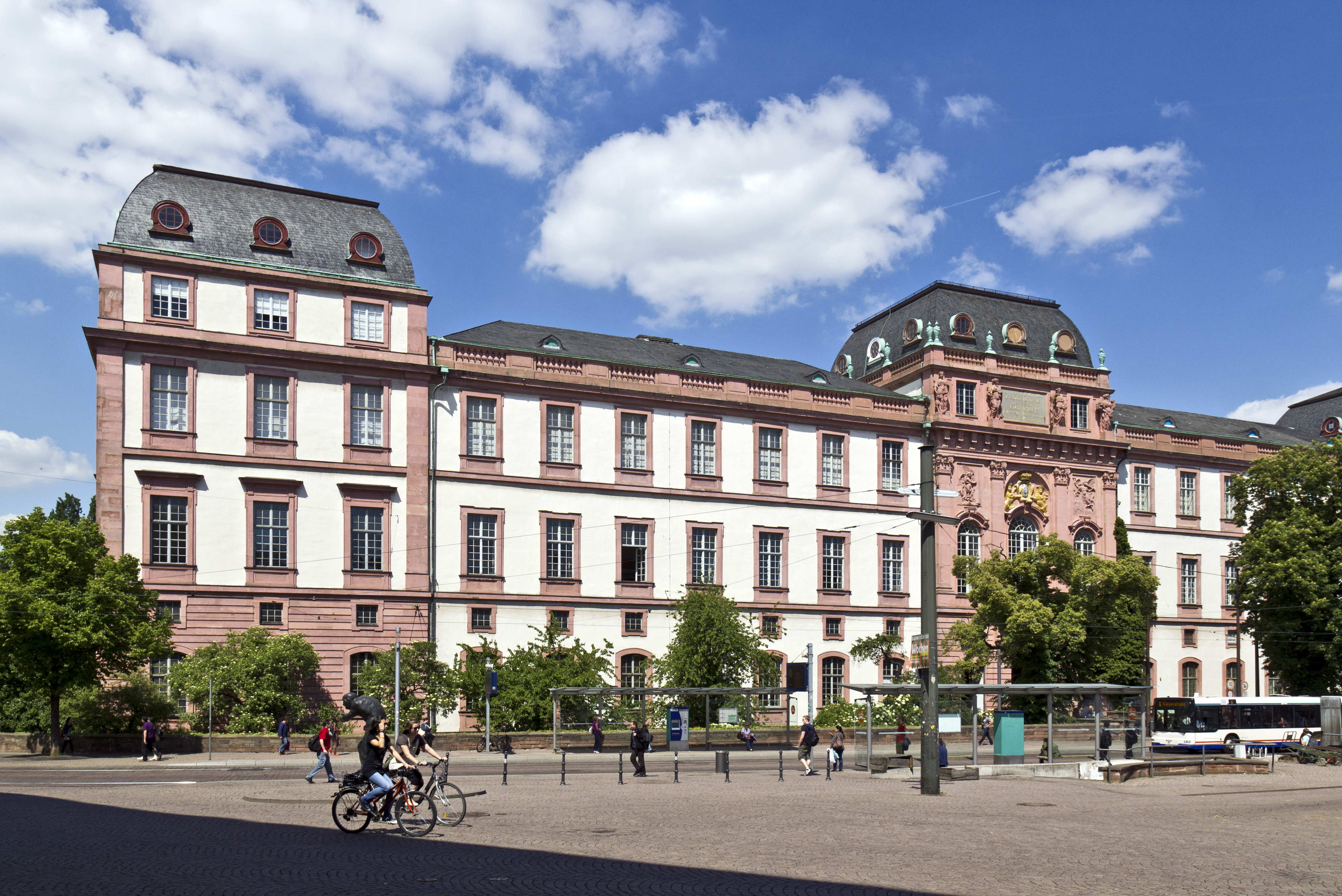
Ort der Eröffnung des Landtages: Residenzschloss Darmstadt

Ungefähr zwei Monate vor dem angekündigten Einführungsdatum unterzeichnete der Großherzog am 18. März 1820 das Edict über die landständische Verfassung des Großherzogtums, mit dem er eine – wie sich gegen Jahresende herausstellte: vorläufige – Verfassung verfügte. Das einseitige Vorgehen des Großherzogs wurde von den Protagonisten der Verfassungsbewegung sofort als ungenügend abgelehnt. Auch inhaltlich war diese Märzverfassung dürftig: Zwar wurde ein Landtag geschaffen, ihm aber kaum Kompetenzen zugestanden, um „die Kraft und den entscheidenden Gang der Regierung [nicht] zu lähmen“.
Trotz der öffentlichen Kritik am Verfassungsedikt wurden Wahlen für den ersten Landtag durchgeführt.:756 f Obwohl die Aktivisten der Darmstädter „Schwarzen“ nicht gewählt werden durften, weil sie das Wahlalter von 36 Jahren noch nicht erfüllten oder ihr finanzieller Status nicht genügte, wurden zahlreiche Kritiker des Märzedikts gewählt. 32 der neu gewählten Abgeordneten schlossen sich einer Protest-Adresse von Oberappellationsgerichtsrat Ernst Georg Philipp Höpfner (1780–1845) an und verweigerten den „Verfassungseid“. Durch die vermittelnden Bemühungen des Ministers Hans Christoph von Gagern mit Unterstützung von Karl Christian Eigenbrodt kam es zu einem Kompromiss. So erklärten sich letztendlich 23 der Eidverweigerer bereit, den Eid doch abzulegen, wenn die Regierung sich bereit erkläre, die Verfassung durch den Landtag nachbessern zu lassen. So konnte der erste Landtag am 27. Juni 1820 im Thronsaal des Darmstädter Schlosses eröffnet werden und begann mit der Arbeit an der Verfassung.:757 f

## Dezember-Verfassung 1820

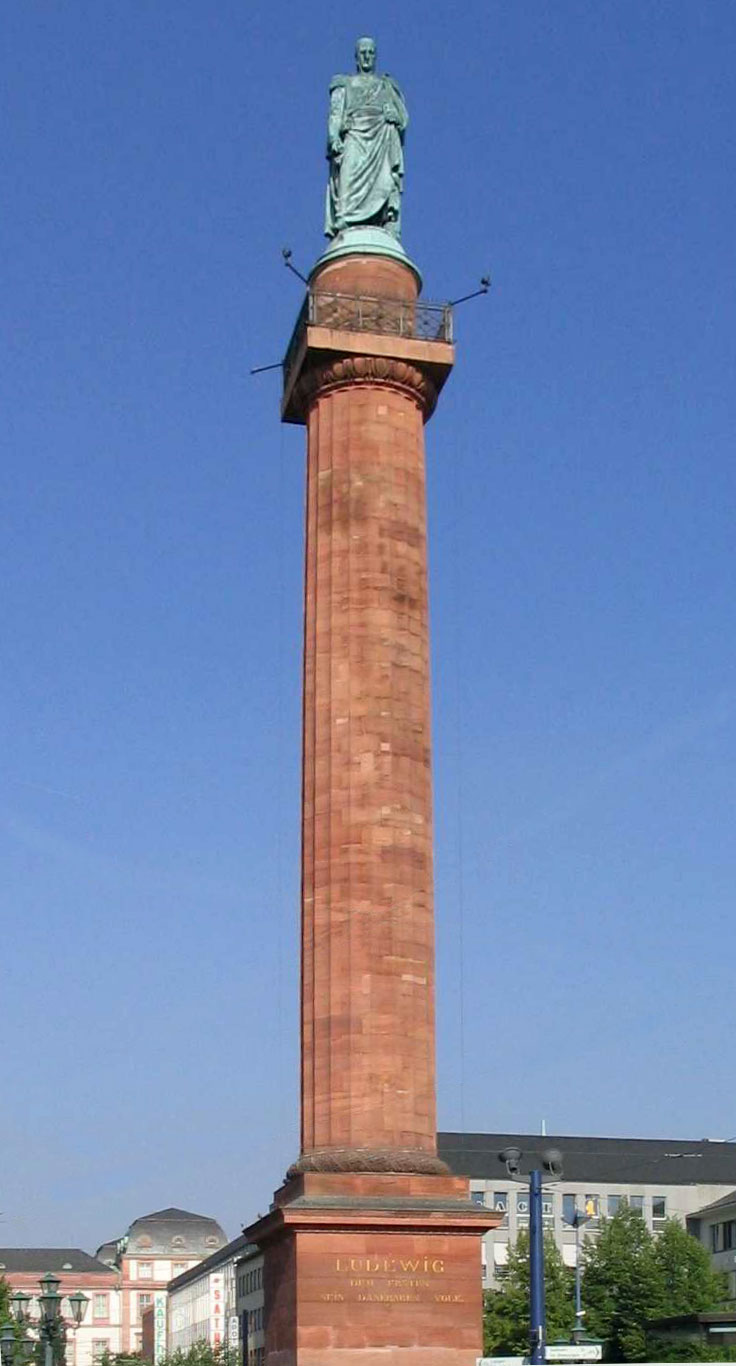
Ludwigsmonument in Darmstadt – posthume Ehrung Ludewigs I. als Verfassungsgeber

Der Landtag tagte im Marktpalais in Darmstadt.:758 Die Verhandlungen kamen am Anfang nicht voran. Minister Grolman wollte von „seiner“ Verfassung möglichst wenig abweichen. Der Großherzog aber hielt diesen Poker auf Dauer nicht durch und versagte Grolman die Rückendeckung für den harten Kurs. So verlas der Geheime Staatsrat im Departement der Finanzen, August Konrad Hofmann, am 14. Oktober 1820 eine Regierungserklärung im Landtag, in der er eine Neufassung der Verfassungsurkunde vor Ende des ersten Landtages zusagte. Der Landtag begann, eine neue Verfassungsurkunde auszuarbeiten. Jede Kammer hatte dafür einen eigenen Ausschuss, die zunächst getrennt, anschließend gemeinsam tagten, der Ausschuss der Zweiten Kammer unter Leitung ihres Präsidenten Karl Christian Eigenbrodt und der der Ersten Kammer unter Minister Karl du Thil.:81 Inhaltlich bestimmend wirkte auf Regierungsseite nun der Minister Heinrich Karl Jaup.:759
Großherzog Ludewig I. erhielt von Minister Grolman die Endfassung der erarbeiteten Verfassungsurkunde und unterzeichnete sie am 17. Dezember 1820. Die unterzeichnete Urkunde wurde am 21. Dezember 1820 in einer Feier durch Grolman dem Landtag übergeben:760 und am 22. Dezember 1820 verkündet. Formal wurde die Verfassung oktroyiert, inhaltlich aber war sie ausgehandelt:81 – so wahrten beide Seiten ihr Gesicht. Die beiden deutschen Großmächte reagierten verstimmt: Sie waren weder von der großherzoglichen Regierung im Vorfeld über deren inhaltliches Nachgeben unterrichtet worden, noch mit den Fortschritten im Parlamentarismus einverstanden, den die Verfassung brachte.:80
Dafür, dass der Großherzog die Verfassung ermöglichte, wurde ihm kurz vor dem 25-jährigen Jubiläum der Verfassung 1844 posthum ein Denkmal in Darmstadt gestiftet, das Ludwigsmonument.:759 Dort steht er in Bronze und hält in seiner rechten Hand eingerollt die Verfassungsurkunde.

## Inhalt

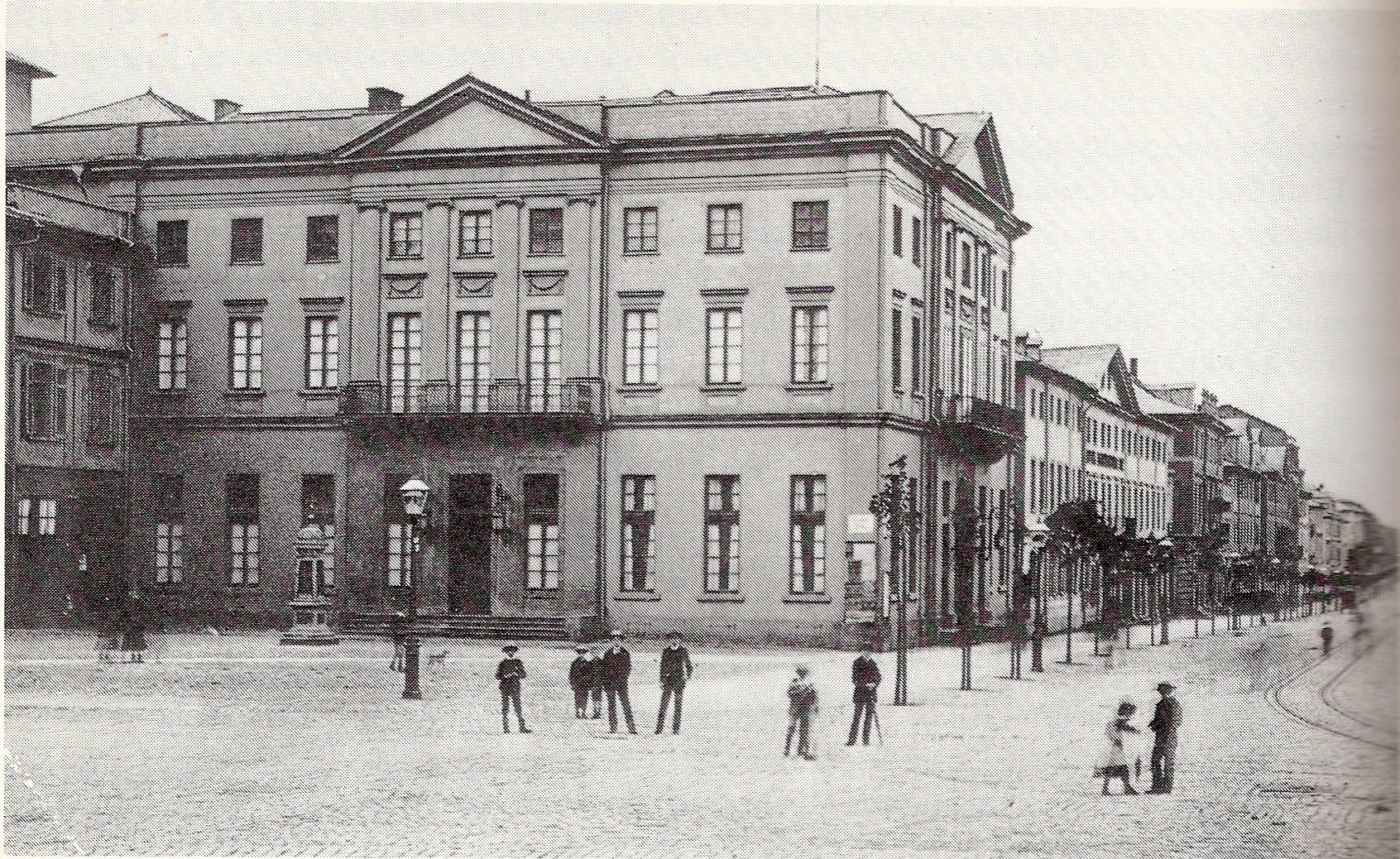
Das Ständehaus in Darmstadt (1888), Sitz des Landtags

Der erste Titel Von dem Großherzogthum und dessen Regierung im Allgemeinen regelte die Rolle Hessens im deutschen Bund und die des Großherzogs im Land. Der zweite Titel handelte Von den Domänen. Danach sollte 1/3 der Einkünfte der Domänen dem Staat und 2/3 der großherzoglichen Familie zustehen. Der dritte Titel Von den allgemeinen Rechten und Pflichten der Hessen umfasste eine Reihe von neuen Bürgerrechten. In den ehemals geistlichen Gebieten, die in den vorangegangenen Jahren zum Großherzogtum gekommen waren, gab es, anders als in den althessischen, ehemals pfälzischen und wetterauischen Gebieten, die das Großherzogtum dazu gewonnen hatte, einen erheblichen Anteil römisch-katholischer Gläubiger. Die Verfassung sicherte Anhängern aller christlichen Konfessionen gleiche Rechte zu. Nichtchristen, das betraf vor allem Juden, waren noch nicht gleichgestellt. Die Verfassung hob die Leibeigenschaft auf und führte eine Wehrpflicht ein. Die Ankündigung, ein einheitliches Rechtssystem für das Land zu schaffen, wurde in der Folge nur unvollständig umgesetzt.
Die (männlichen) Bürger waren grundsätzlich mit gleichen Rechten ausgestattet, jedoch bestanden Vorrechte des Adels fort.
Titel acht, Von den Landständen, regelte Zusammensetzung, Wahl und Kompetenzen der Landstände des Großherzogtums Hessen.

## Verfassungsänderungen
Im Laufe der fast 100 Jahre langen Geltungszeit der Verfassung gab es Verfassungsänderungen. Diese geschahen durch einfaches Gesetz. Beispiele dafür sind etwa die Wahlrechtsreformen im Umfeld der Revolution 1848 oder die geänderte Zusammensetzung der Kammern der Landstände 1872.

### Primärliteratur
- Georg Rühl: Warum müssen wir Landstände haben, und wozu nützen sie? Wie muß dabei eine landständische Verfassung beschaffen seyn, wenn durch sie das Wohl und Glück des Volkes wahrhaft gedeihen soll? Jedem teutschen Vaterlandsfreunde zur Verständigung und Beherzigung. [Frankfurt a. M.], 1819.
- Friedrich Wilhelm Schulz: Frag- und Antwortbüchlein über Allerlei, was im deutschen Vaterland besonders Noth thut. [Bayrhofer], Frankfurt 1819.

### Sekundärliteratur
- Siegfried Büttner: Die Anfänge des Parlamentarismus in Hessen-Darmstadt und das du Thilsche System. Historischer Verein für Hessen, Darmstadt 1969
- Peter Joseph Floret: Erörterungen über landständische Verfassung in Deutschland namentlich in Beziehung auf das Großherzogtum Hessen. Heidelberg, 1820 Digitalisat
- Eckhart G. Franz, Peter Fleck, Fritz Kallenberg: Großherzogtum Hessen (1800) 1806–1918. In: Walter Heinemeyer, Helmut Berding, Peter Moraw, Hans Philippi (Hg.): Handbuch der Hessischen Geschichte. Band 4.2: Hessen im Deutschen Bund und im neuen Deutschen Reich (1806) 1815–1945. Die hessischen Staaten bis 1945 = Veröffentlichungen der Historischen Kommission für Hessen 63. Elwert. Marburg 2003. ISBN 3-7708-1238-7
- Adolf Müller: Die Entstehung der hessischen Verfassung von 1820 = Quellen und Forschungen zur hessischen Geschichte 13. Hessischer Staatsverlag, Darmstadt 1931
- Gerhard Welkoborsky: Die hessische Verfassung von 1820. In: Historischer Verein für Hessen: Archiv für hessische Geschichte und Altertumskunde 26 (1961), S. 139–150.[Anm. 7]
- Uta Ziegler: Regierungsakten des Großherzogtums Hessen 1802–1820. Band 6 der Quellen zu den Reformen in den Rheinbundstaaten, 2002, ISBN 3-486-56643-1